# Patrik Flodin
Patrik Flodin (Ilsbo, 16 augustus 1984) is een Zweeds rallyrijder.

## Carrière

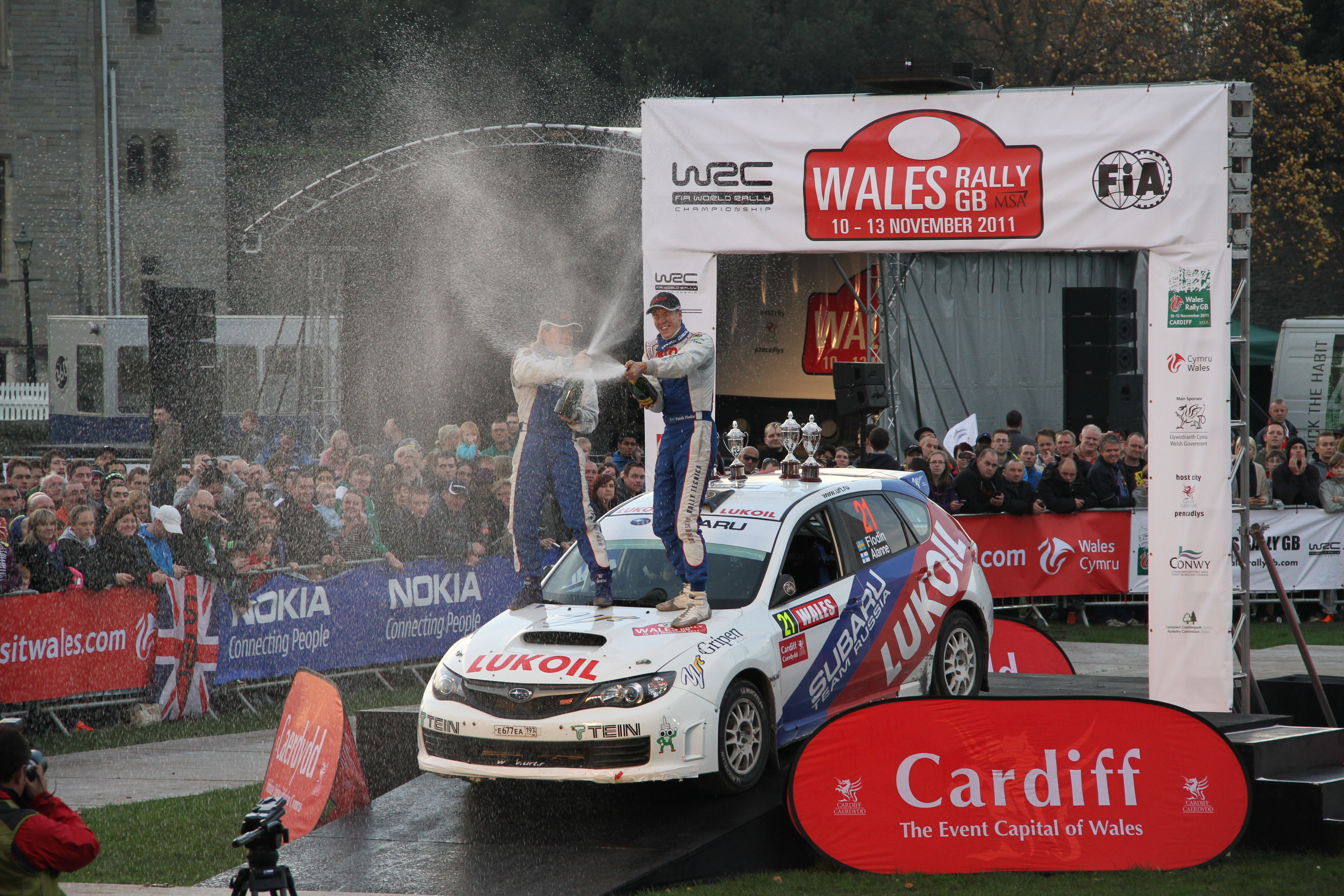
Flodin als winnaar van de PWRC-klasse in Groot-Brittannië 2011

Patrik Flodin debuteerde in 2001 in de rallysport. Zijn eerste optreden in het Wereldkampioenschap Rally kwam tijdens de Rally van Zweden in 2005. Tijdens ditzelfde evenement in 2007 stapte hij voor het eerst in een World Rally Car, een Subaru Impreza WRC, waarmee hij elfde eindigde in het algemeen klassement. Datzelfde jaar nam hij met een Groep N Subaru Impreza WRX STi ook voor het eerst deel aan het Production World Rally Championship. In de seizoenen 2010 en 2011 schreef hij in beide jaren twee klasse-overwinningen op zijn naam en eindigde hij ook in beide seizoenen als tweede in het kampioenschap. Met een tiende plaats tijdens de Rally van Argentinië in 2011 behaalde hij voor het eerst een WK-kampioenschapspunt.
Naast het PWRC nam Flodin in 2011 ook deel aan een paar WK-rally's in een Mini John Cooper Works WRC.

## Complete resultaten in het Wereldkampioenschap Rally

### Overzicht van deelnames
| Seizoen | Inschrijving               | Auto                              | 1      | 2      | 3      | 4      | 5      | 6      | 7      | 8      | 9      | 10     | 11     | 12     | 13     | 14     | 15     | 16     | Pos. | Punten |
| ------- | -------------------------- | --------------------------------- | ------ | ------ | ------ | ------ | ------ | ------ | ------ | ------ | ------ | ------ | ------ | ------ | ------ | ------ | ------ | ------ | ---- | ------ |
| 2005    | Patrik Flodin              | Mitsubishi Lancer Evo VII         | MON    | ZWE 36 | MEX    | NZL    | ITA    | CYP    | TUR    | GRI    | ARG    | FIN 25 | DUI    | GBR NF | JPN    | FRA    | SPA    | AUS    | -    | 0      |
| 2006    | Scandinavian Performance   | Subaru Impreza WRX STi            | MON    | ZWE NF | MEX    | SPA    | FRA    | ARG    | ITA    | GRI    | DUI    |        |        |        |        |        |        |        | -    | 0      |
| 2006    | Patrik Flodin              | Subaru Impreza WRX STi            |        |        |        |        |        |        |        |        |        | FIN 12 | JPN    | CYP    | TUR    | AUS    | NZL    | GBR 14 | -    | 0      |
| 2007    | Rally Team Olsberg         | Subaru Impreza WRC2004            | MON    | ZWE 11 |        |        |        |        |        |        |        |        |        |        |        |        |        |        | -    | 0      |
| 2007    | Patrik Flodin              | Subaru Impreza WRX STi            |        |        | NOO 11 | MEX    | POR 16 |        |        |        | FIN 15 |        |        | SPA 43 |        |        |        |        | -    | 0      |
| 2007    | Rally Team Olsberg         | Subaru Impreza WRX STi            |        |        |        |        |        | ARG 27 | ITA    | GRI NF |        | DUI    | NZL NF |        | FRA    | JPN 21 | IER NF | GBR NF | -    | 0      |
| 2008    | Subaru Swedish Dealer Team | Subaru Impreza WRX STi            | MON    | ZWE 39 | MEX    | ARG    | JOR    | ITA    | GRI    | TUR    |        |        |        |        |        |        |        |        | -    | 0      |
| 2008    | Gaboko Racing              | Subaru Impreza WRX STi            |        |        |        |        |        |        |        |        |        |        |        |        |        |        | GBR 11 |        | -    | 0      |
| 2008    | Orion World Rally Team     | Mitsubishi Lancer Evo IX          |        |        |        |        |        |        |        |        | FIN NF | DUI    | NZL    | SPA    | FRA    | JPN    |        |        | -    | 0      |
| 2009    | Uspenskiy Rally Tecnica    | Subaru Impreza STi                | IER    | NOO 25 | CYP    | POR NF | ARG    | ITA 16 | GRI 19 | POL    | FIN    | AUS    | SPA    | GBR 20 |        |        |        |        | -    | 0      |
| 2010    | Patrik Flodin              | Subaru Impreza STi                | ZWE 18 | MEX    |        |        |        |        |        |        |        |        |        |        |        |        |        |        | -    | 0      |
| 2010    | Uspenskiy Rally Tecnica    | Subaru Impreza STi                |        |        | JOR 11 | TUR    | NZL    | POR    | BUL    | FIN NF | DUI 20 | JPN 11 | FRA    | SPA    | GBR 22 |        |        |        | -    | 0      |
| 2011    | Uspenskiy Rally Tecnica    | Subaru Impreza STi                | ZWE NF | MEX    | POR 29 | JOR    |        | ARG 10 | GRI    | FIN 22 |        |        |        | SPA 21 | GBR 14 |        |        |        | 29   | 1      |
| 2011    | Grifone                    | Mini John Cooper Works S2000 1.6T |        |        |        |        | ITA 19 |        |        |        |        |        |        |        |        |        |        |        | 29   | 1      |
| 2011    | Grifone                    | Mini John Cooper Works WRC        |        |        |        |        |        |        |        |        | DUI 27 | AUS    | FRA    |        |        |        |        |        | 29   | 1      |